# Prag 15
Prag 15 ist ein Verwaltungsbezirk sowie ein Stadtteil der tschechischen Hauptstadt Prag. Der Verwaltungsbezirk liegt im Südosten der Stadt.

## Struktur
Der Verwaltungsbezirk Prag 15 umfasst die fünf Stadtteile Prag 15, Dolní Měcholupy, Dubeč, Petrovice und Štěrboholy.
Der Stadtteil Prag 15 wiederum setzt sich aus den beiden Katastralgemeinden Horní Měcholupy und Hostivař zusammen. Die beiden Gemeinden wurden 1994 zusammengeschlossen.

## Partnerstädte

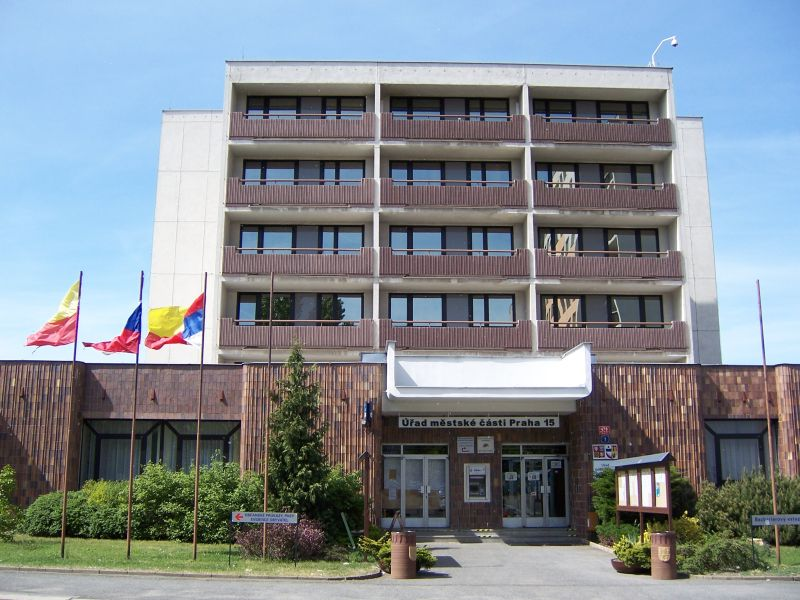
Amtsgebäude von Prag 15 in Horní Měcholupy

- Harlow, Großbritannien
- Žilina, Slowakei